# Pete Doherty
Peter Doherty (* 12. března 1979, Hexham, Anglie) je anglický hudebník, umělec a básník. V dnešní době je zpěvákem a textařem skupiny Babyshambles a znovu se krátce spojil s Carlem Barâtem, který byl frontmanem a textařem (spolu s Dohertym) skupiny The Libertines a s kterým se poprvé proslavil. Od roku 2005 se stal pro veřejnost velmi známým především díky svému vztahu se supermodelkou Kate Moss, věhlasu mezi fanoušky a svému neblaze proslulému rock'n'rollovému životnímu stylu. Jeho užívání drog, zatčení a dostavování se k soudu jsou často líčeny v bulvárním tisku.

## Život
Peter Doherty se narodil v Hexhamu v Northumberlandu v Anglii. Protože jeho otec pracoval jako důstojník u britské armády, vyrůstal Peter v mnoha vojenských posádkách, žil proměnlivě v posádkách v Cattericku, Belfastu, Německu, Bedworthu, Dorsetu a Larnace spolu s matkou Jacqueline, zdravotní sestrou zčásti ruského původu a dvěma sestrami, Amy Jo a Emily. Doherty byl druhým ze tří dětí. Na střední škole byl velmi úspěšný, dosáhl 5 známek A* a 6 známek A v hodnocení GCSE na Nicholas Chamberlain Comprehensive School v Bedworthu (ačkoli bylo chybně šířeno, že dosáhl 11 známek A*) a čtyř zkoušek A Level, se dvěma z nich oznámkovaných A. Ve věku šestnácti let vyhrál básnickou soutěž a dal se do vystupování v Rusku organizovaného British Councilem.
Po zkouškách A-Level se přestěhoval do bytu své matky v Londýně, k čemuž se, jak řekl, cítil „předurčen“, a dostal práci hrobníka na Willesdenském hřbitově, třebaže většinu času trávil čtením a psaním zatímco seděl na náhrobních kamenech. Navštěvoval Queen Mary, část Londýnské univerzity, kde studoval anglickou literaturu, ale po prvním roce studium ukončil. Po opuštění univerzity se spolu se svým kamarádem a hudebníkem Carlem Barâtem, který byl spolužákem Dohertyho starší sestry na Brunel University, přestěhoval do londýnského bytu. Doherty byl zvolen spolu s Carlem Baratem na první místo 2004 Cool Listu alternativního hudebního magazínu NME. Obvyklá je mylná představa, že prvního místa dosáhl pouze sám Doherty. Následující rok se umístil šestý, a 10. května 2006 dosáhl druhého místa v anketě o 50 největších rockových hrdinů.

## Kariéra

### The Libertines
Doherty a Barât založili skupinu The Libertines na konci devadesátých let, ale teprve vydáním svého debutového alba Up the Bracket v roce 2002 se stali známými pro širokou veřejnost.
Skupina dosáhla velkého komerčního úspěchu i úspěchu u hudebních kritiků a získala horlivé, nadšené fanoušky, zejména Doherty byl chválen fanoušky i kritiky jako jeden z nejvíce slibných textařů, který se na britské hudební scéně za nějaký čas vyskytl. Ale Dohertyho množící se problémy s drogami vedly k jeho odcizení od skupiny. V roce 2003 byl uvězněn za vloupání do Barâtova bytu. Oboje mělo zpočátku velký dopad, ale změnilo se to zatímco byl Doherty ve vězení. Původně byl odsouzen k šesti měsícům, ale trest byl zkrácen na pouhé dva na příkaz soudce, který to okomentoval: „Cítíme, že odsouzení k vazbě bylo v tomto případě oprávněné, ale nebyla dána dostatečná důvěra v jeho trestuhodnost, jaká měla být. Snížili jsme mu trest na dva měsíce, což mu dovolí bezprostřední propuštění.“ Po svém propuštění se Doherty ihned spojil s Carlem a zbytkem skupiny, aby odehráli vystoupení v hospůdce Tap 'n' Tin v Chathamu v Kentu.
Po opětovném připojení se ke skupině hledal Doherty řešení své drogové závislosti. Navštěvoval alternativní detoxikační centrum Wat Tham Krabok, chrám v Thajsku, známý pro svůj rehabilitační program pro uživatele cracku a kokainu, kde byl bit bambusovými proutky a nucen pít odporné bylinné odvary, což mělo navodit zvracení. Centrum po třech dnech opustil a vrátil se zpět do Anglie.
To mělo za následek, že The Libertines zrušili svá vystoupení na Isle Of Wight a festivalu v Glastonbury.
Zatímco si v červnu 2004 jejich postprodukční práce našla místo na druhém albu The Libertines (nazvaném také The Libertines), Doherty byl opětovně požádán o odchod z kapely. Skupina poukazovala na Dohertyho pokračující drogovou závislost jako na důvod jeho odmítnutí, ale zdůraznila svou ochotu vzít ho zpátky, až se jednou vypořádá se svojí závislostí. Ačkoli Barât dříve uvedl, že The Libertines měli jenom přestávku během nevyřešeného Dohertyho uzdravování, skupina se definitivně rozpadla s Dohertyho odchodem na konci roku 2004. Všichni členové jsou nyní zapojeni v jiných projektech (např.Yeti a Dirty Pretty Things)
12. dubna 2007 zahráli Pete Doherty a Carl Barât 13 songů na druhém Dohertyho vystoupení „Večer s Petem Dohertym“ v Hackney Empire v Londýně. Znovu spojení Libertines zahráli "What A Waster", "Death On The Stairs", "The Good Old Days", "What Katie Did", "Dilly Boys", "Seven Deadly Sins", "France", "Tell The King", "Don't Look Back Into The Sun", "Dream A Little Dream Of Me", "Time For Heroes", "Albion" a "The Delaney".

### Spolupráce
Po rozpadu The Libertines začal Doherty spolupracovat s místním básníkem Wolfmanem. Dohromady nahráli singl "For Lovers", který vstoupil do top 10 a umístil se na sedmé příčce, v dubnu stejného roku. Navzdory úspěchu singlu, který byl nominován na prestižní Ivor Novello Award za textařství, Doherty a Wolfman obdrželi poměrně málo peněz, vydavatelská práva už prodali za malou sumu v hospodě.
Později, v roce 2004, Doherty nazpíval vokály k písni „Down to the Underground“ od britské skupiny Client. Píseň byla vydána v červnu 2004 jako B-side k singlu "In It for the Money" a objevila se také na jejich druhém albu City. V roce 2005 Doherty spolupracoval s britskou rockovou skupinou Littl'ans na singlu "Their Way". V roce 2006 Doherty figuroval v singlu pro charitu "Janie Jones", který byl vydán, aby pomohl fondu pro Strummerville. Mnoho umělců a skupin, například Dirty Pretty Things, We Are Scientists, The Kooks, a The Holloways na písni také spolupracovali.
V srpnu 2006 bylo oznámeno, že Doherty pracuje s frontmanem The Streets Mikem Skinnerem na nové verzi "Prangin' Out" ze Skinnerova posledního alba.
Dne 3. dubna 2016 vystoupil s dalšími hosty na koncertu velšského hudebníka Johna Calea, při němž hrál písně z prvních dvou alb kapely The Velvet Underground. Společně s Barâtem zpíval písně „White Light/White Heat“, „European Son“ a „Run Run Run“ a společně se všemi zúčastněnými hosty hráli také v závěrečné písni „Sister Ray“.

### Babyshambles
Doherty založil Babyshambles ke konci jeho působení v The Libertines. Skupina vydala jedno album, Down in Albion, v listopadu 2005 a jejich singl "Fuck Forever" se ve Spojeném království umístil na čtvrté příčce hitparády. Naplánované koncerty skupiny byly ohroženy Dohertyho pokračujícími problémy se zákonem. Během té doby se stala jeho přítelkyní supermodelka Kate Moss. Na albu Down in Albion zpívá vokály k písni „La Belle et la Bête“. Obsazení skupiny se změnilo několikrát: Gemma Clarke (bicí) opustila skupinu kvůli Dohertyho problémům s drogami a byla nahrazena Adamem Ficekem, a kytarista a textař Patrick Walden opustil skupinu nejméně při jedné příležitosti, než se začal nepravidelně vracet. Další britská skupina, Oasis, si Babyshambles zamluvila, aby je podporovali při jejich turné po Británii v roce 2005. Doherty šel spolu s Kate Moss na narozeninovou party módního návrháře Hediho Slimanea a mluvčí skupiny oznámil, že Pete nebyl schopen dopravit se do Británie včas, aby stihnul jejich první vystoupení. Kvůli tomu Oasis zrušili jejich předskokanství. V srpnu 2006 uzavřeli Babyshambles smlouvu s nahrávací společností Parlophone, u které 9. prosince 2006 vydali The Blinding EP, jemuž se dostalo chvály kritiků. V lednu 2007 s Parlophonem podepsali dlouhotrvající dohodu o nahrávání.

### Modeling
Doherty šel ve stopách své bývalé snoubenky a modelky Kate Moss a stal se hlavní tváří Roberto Cavalli reklamní módní kampaně pro podzim a zimu 07/08.

## Sólová diskografie
- Grace/Wastelands (2009)
- Hamburg Demonstrations (2016)
- Peter Doherty & The Puta Madres (2019)